# 3232 Brest
3232 Brest è un asteroide della fascia principale. Scoperto nel 1974, presenta un'orbita caratterizzata da un semiasse maggiore pari a 3,0249187 UA e da un'eccentricità di 0,0763775, inclinata di 9,86641° rispetto all'eclittica.